# پادوپولا
پادوپولا (انگلیسی: Padupola) روستایی در کشور سری‌لانکا است.